# Хусфарак
Хусфарак (осет. Хусфӕрӕк) — река в России, протекает в Ирафском и Дигорском районах Северной Осетии. Устье реки находится в 23 км по левому берегу реки Дур-Дур. Длина реки составляет 18 км, площадь водосборного бассейна — 75,6 км².

## Данные водного реестра
По данным государственного водного реестра России относится к Западно-Каспийскому бассейновому округу, водохозяйственный участок реки — Терек от впадения реки Урсдон до впадения реки Урух. Речной бассейн реки — Реки бассейна Каспийского моря междуречья Терека и Волги.
Код объекта в государственном водном реестре — 07020000312108200003755.